# Cratere Sky
Sky è un cratere d'impatto del diametro di 6,8 km sulla superficie di 486958 Arrokoth.